# Comuna Iermakove, Djankoi
Iermakove (în ucraineană Єрмакове) este o comună în raionul Djankoi, Republica Autonomă Crimeea, Ucraina, formată din satele Iermakove (reședința), Kopani, Ostrovske, Prîdorojnie, Solone Ozero, Stovpove și Vitvîste.

## Demografie
Componența lingvistică a comunei Iermakove
     Rusă (62,6%)
     Tătară crimeeană (21,08%)
     Ucraineană (13,28%)
     Alte limbi (1,07%)
Conform recensământului din 2001, majoritatea populației comunei Iermakove era vorbitoare de rusă (62,6%), existând în minoritate și vorbitori de tătară crimeeană (21,08%) și ucraineană (13,28%).